# Jasmina Keber
Jasmina Keber, slovenska igralka krosmintona, * 26. november 1988, Kirchheim/Teck.
Je štirikratna svetovna in trikratna evropska prvakinja v kategoriji posameznic.
Jasmina Keber je na prvem svetovnem prvenstvu v krosmintonu (prej speed badminton, speedminton) leta 2011 v Berlinu osvojila naslov svetovne podprvakinje, kateremu je na evropskem prvenstvu leta 2012 dodala še naslov evropske prvakinje. Na svetovnem prvenstvu leta 2013 je prvič osvojila še naslov svetovne prvakinje. Naslov evropske prvakinje je nato leta 2014 ubranila v Varšavi, naslov svetovne prvakinje pa leta 2015 v Berlinu. Tretji naslov svetovne prvakinje je osvojila leta 2019 v Budimpešti. Na svetovnem prvenstvu leta 2021 v Zagrebu je osvojila naslov svetovne prvakinje v ženskih dvojicah, v posamični konkurenci pa je z drugim mestom postala svetovna podprvakinja. Na svetovnem prvenstvu v Brnu leta 2023 je osvojila srebrno kolajno posamično in bronasto v ženskih dvojicah. V letu 2024 se je vrnila na vrh Evrope z naslovoma evropske prvakinje v kategoriji posameznic in mešanih dvojic, v letu 2025 pa se je v Varšavi v kategoriji posameznic s četrtim naslovom svetovne prvakinje vrnila še na vrh sveta. Zlatu je dodala še bron v mešanih dvojicah.
Na svetovni lestvici posameznic je od januarja 2012 naprej skoraj 5 let neprekinjeno neprekinjeno zasedala mesto vodilne igralke, v juliju 2013 pa je zasedla še vodilno mesto na svetovni lestvici dvojic. V letih 2010 do 2025 je osvojila 105 turnirjev v kategoriji posameznic (64 turnirjev ICO Svetovne serije in 41 ICO Cup turnirjev) ter 58 turnirjev v kategoriji dvojic (34 turnirjev ICO Svetovne serije in 24 ICO Cup turnirjev). Trenutno živi v Radečah. 

## Kariera

### Sezona 2019
Po dobrem letu odsotnosti zaradi poškodbe je Jasmina Keber v juniju osvojila OP Avstrije, v začetku julija pa je v Budimpešti presenetljivo osvojila svoj še tretji naslov svetovne prvakinje. V septembru sta sledili zmagi na OP Srbije in OP Češke, v novembru pa še na OP Španije.

### Sezona 2018
Jasmina Keber je v tekmovalno sezono 2018 vstopila z zmago na OP Slovenije, sledila je zmaga na OP Madžarske, nato pa v aprilu že predčasen konec sezone zaradi poškodbe hrbta.

### Sezona 2017
Po rojstvu hčerke in skoraj enoletni tekmovalni odsotnosti se je Kebrova vrnila v tekmovalni ritem z zmagama na OP Hrvaške v maju 2017 in OP Madžarske v juniju 2017, na svetovnem prvenstvu v Varšavi pa z izpadom v četrtfinalu proti Janet Köhler ni uspela ubraniti naslova svetovne prvakinje. V mešanih dvojicah je skupaj z Matjažem Šušteršičem osvojila bronasto kolajno. V drugem delu sezone je Kebrova osvojila še OP Nemčije, OP Srbije in OP Mavricija, s slovensko reprezentanco v postavi Samo Lipušček, Robi Titovšek, Danaja Knez in Matjaž Šušteršič pa je z zmago na zaključnem turnirju v hrvaškem Zaboku tretjič osvojila tekmovanje ICO Nations Cup.

### Sezona 2016
Leto 2016 je prineslo spremembo imena športa iz speed badminton v krosminton, v prvem delu leta pa tudi zmage na OP Slovenije, Poljske, Hrvaške in Madžarske. Na evropskem prvenstvu v francoskem Brestu je osvojila bron tako v kategoriji posameznic kot v kategoriji mešanih dvojic, nato pa je zaradi nosečnosti prekinila sezono.

### Sezona 2015
Pred sezono 2015 je Mednarodna krosmintonska organizacija ICO spremenila format turnirjev ICO Svetovne serije z ločitvijo teh turnirjev na turnirje za 1.000 in turnirje za 500 točk. Jasmina Keber je novo sezono pričela z zmago na OP Slovenije, sledil je poraz v finalu OP Madžarske ter zmagi na OP Slovaške in OP Hrvaške. Na svetovnem prvenstvu je brez izgubljenega niza ubranila posamični naslov in le-temu v paru z Matjažem Šušteršičem dodala še naslov svetovne podprvakinje v mešanih dvojicah. V oktobru je Jasmina Keber s slovensko reprezentanco in soigralci Samom Lipuščkom, Robijem Titovškom in Matjažem Šušteršičem osvojila tekmovanje ICO Nations Cup. Uspešno sezono je zaključila z zmagama na OP Švice in OP Japonske.

### Sezona 2014
Po zgolj enem porazu v posamičnih dvobojih v letu 2013, je OP Slovenije kot uvodni turnir sezone 2014 prinesel presenetljiv finalni poraz proti Madžarki Darnyik. V naslednjih mesecih so sledile zmage na OP Madžarske, OP Slovaške, OP Nizozemske, OP Hrvaške in OP Srbije, na evropskem prvenstvu v Varšavi pa je suvereno ubranila posamični naslov iz Poreča in le-temu v paru z Matjažem Šušteršičem dodala še naslov viceprvakinje v mešanih dvojicah. Uspešno sezono s ponovno zgolj enim porazom v posamičnih dvobojih v ženski konkurenci je zaokrožila z zmago na OP Češke.

### Sezona 2013
Na uvodnem turnirju Svetovne serije 2013 je Kebrova še tretjič zapored osvojila OP Slovenije. Temu je v marcu sledila zmaga na OP Madžarske, v maju je Kebrova osvojila še OP Francije in OP Slovaške, v juniju OP Hrvaške, v juliju pa še OP Nizozemske in OP Ukrajine, na katerem je v paru z Matjažem Šušteršičem dosegla tudi svojo prvo zmago na turnirjih svetovne serije v dvojicah. Sledila je še septembrska zmaga na OP Portugalske. 
Na svetovnem prvenstvu v nemškem Berlinu je Kebrova s finalno zmago in naslovom svetovne prvakinje v kategoriji posameznic dosegla rezultat kariere ter tako postala aktualna evropska in svetovna prvakinja. Uspeh je dopolnila z bronasto kolajno v kategoriji mešanih dvojic v paru z Matjažem Šušteršičem.
V juliju tega leta je Jasmina Keber postala prva igralka v zgodovini tega športa, ki je kot aktualna svetovna in evropska prvakinja hkrati zasedla tudi mesti vodilne igralke svetovne lestvice tako med posameznicami kot med dvojicami. 

### Sezona 2012
V začetku leta je Kebrova prevzela prvo mesto na svetovni lestvici in ponovila uspeh na OP Slovenije kot prvem turnirju ICO Svetovne serije 2012. Sledila je ponovitev zmage na OP Hrvaške, Kebrova pa je nato osvojila še turnirje svetovne serije na Slovaškem, v Srbiji, v Ukrajini in na Češkem, ter zasedla 2. mesto na OP Portugalske in OP Švice. Najslabši rezultat sezone je bilo 3. mesto na OP Madžarske.
Na evropskem prvenstvu v hrvaškem Poreču je upravičila mesto vodilne igralke svetovne lestvice in z naslovom evropske prvakinje med posameznicami, evropske podprvakinje v ženskih dvojicah v paru s Heleno Halas ter tretjim mestom v mešanih dvojicah v paru z Matjažem Šušteršičem postala najuspešnejša igralka prvenstva.

### Sezona 2011
Uspešnemu začetku sezone in zmagi na Odprtem prvenstvu Slovenije kot prvencu Kebrove na turnirjih najvišje kategorije so sledile še zmage na OP Srbije, Hrvaške in Madžarske ter finalni poraz na OP Slovaške.
Na prvem svetovnem prvenstvu v krosmintonu (takrat še speed badmintonu), ki je v avgustu potekalo na Stadionu Steffi Graf v Berlinu, je kot 3. nosilka izgubila finalni dvoboj z Nemko Janet Köhler in tako osvojila naslov svetovne viceprvakinje.

## Nastopi na svetovnih prvenstvih

### 2025 - Varšava
| Končna uvrstitev | Kategorija       | Podlaga      | Nasprotnica v finalu | Rezultat     | Soigralka/-ec |
| ---------------- | ---------------- | ------------ | -------------------- | ------------ | ------------- |
| zlato            | ženske posamično | trda podlaga | Yurina Abe           | 16:11, 16:14 | /             |
| bron             | mešani pari      | pesek        | /                    | /            | Jaša Jovan    |

### 2023 - Brno
| Končna uvrstitev | Kategorija       | Podlaga      | Nasprotnica v finalu | Rezultat   | Soigralka/-ec |
| ---------------- | ---------------- | ------------ | -------------------- | ---------- | ------------- |
| srebro           | ženske posamično | trda podlaga | Yurina Abe           | 8:16, 7:16 | /             |
| bron             | ženski pari      | trda podlaga | /                    | /          | Danaja Knez   |

### 2021 - Zagreb
| Končna uvrstitev | Kategorija       | Podlaga      | Nasprotnica v finalu           | Rezultat     | Soigralka/-ec |
| ---------------- | ---------------- | ------------ | ------------------------------ | ------------ | ------------- |
| srebro           | ženske posamično | trda podlaga | Yurina Abe                     | 13:16, 9:16  | /             |
| zlato            | ženski pari      | trda podlaga | Tereza Hogenova/Tereza Šimkova | 16:13, 18:16 | Danaja Knez   |

### 2019 - Budimpešta
| Končna uvrstitev | Kategorija       | Podlaga | Nasprotnica v finalu | Rezultat    |
| ---------------- | ---------------- | ------- | -------------------- | ----------- |
| zlato            | ženske posamično | parket  | Lori Škerl           | 16:9, 16:13 |

### 2017 - Varšava
| Končna uvrstitev | Kategorija  | Podlaga | Nasprotnica v finalu | Rezultat | Soigralka/-ec    |
| ---------------- | ----------- | ------- | -------------------- | -------- | ---------------- |
| bron             | mešani pari | pesek   | /                    | /        | Matjaž Šušteršič |

### 2015 - Berlin
| Končna uvrstitev | Kategorija       | Podlaga      | Nasprotnica v finalu          | Rezultat     | Soigralka/-ec    |
| ---------------- | ---------------- | ------------ | ----------------------------- | ------------ | ---------------- |
| zlato            | ženske posamično | trda podlaga | Janet Köhler                  | 16:11, 16:13 | /                |
| srebro           | mešani pari      | trava        | Rebecca Nielsen/Melker Ekberg | 14:16, 13:16 | Matjaž Šušteršič |

### 2013 - Berlin
| Končna uvrstitev | Kategorija       | Podlaga | Nasprotnica v finalu | Rezultat            | Soigralka/-ec    |
| ---------------- | ---------------- | ------- | -------------------- | ------------------- | ---------------- |
| zlato            | ženske posamično | pesek   | Marta Sołtys         | 13:16, 17:15, 16:14 | /                |
| bron             | mešani pari      | pesek   | /                    | /                   | Matjaž Šušteršič |

### 2011 - Berlin
| Končna uvrstitev | Kategorija       | Podlaga | Nasprotnica v finalu | Rezultat     |
| ---------------- | ---------------- | ------- | -------------------- | ------------ |
| srebro           | ženske posamično | pesek   | Janet Köhler         | 16:18, 13:16 |

## Nastopi na evropskih prvenstvih

### 2024 - Balatonboglár
| Končna uvrstitev | Kategorija       | Podlaga | Nasprotnica/-i v finalu      | Rezultat     | Soigralka/-ec |
| ---------------- | ---------------- | ------- | ---------------------------- | ------------ | ------------- |
| zlato            | ženske posamično | pesek   | Tamara Lukáčová              | 16:10, 16:12 | /             |
| zlato            | mešani pari      | pesek   | Tamara Lukáčová/Igor Novotný | 16:11, 16:6  | Jaša Jovan    |

### 2016 - Brest
| Končna uvrstitev | Kategorija       | Podlaga | Nasprotnica/-i v finalu | Rezultat | Soigralka/-ec    |
| ---------------- | ---------------- | ------- | ----------------------- | -------- | ---------------- |
| bron             | ženske posamično | parket  | /                       | /        | /                |
| bron             | mešani pari      | parket  | /                       | /        | Matjaž Šušteršič |

### 2014 - Varšava
| Končna uvrstitev | Kategorija       | Podlaga | Nasprotnica/-i v finalu       | Rezultat    | Soigralka/-ec    |
| ---------------- | ---------------- | ------- | ----------------------------- | ----------- | ---------------- |
| zlato            | ženske posamično | pesek   | Jennifer Greune               | 16:10, 16:9 | /                |
| srebro           | mešani pari      | pesek   | Jennifer Greune/Daniel Gossen | 1:16, 11:16 | Matjaž Šušteršič |

### 2012 - Poreč
| Končna uvrstitev | Kategorija       | Podlaga | Nasprotnica/-i v finalu        | Rezultat                  | Soigralka/-ec    |
| ---------------- | ---------------- | ------- | ------------------------------ | ------------------------- | ---------------- |
| zlato            | ženske posamično | pesek   | Agnes Darnyik                  | 16:11, 16:9, 13:16, 16:13 | /                |
| srebro           | ženski pari      | pesek   | Agnes Darnyik/Krisztina Bognar | 7:16, 9:16, 13:16         | Helena Halas     |
| bron             | mešani pari      | pesek   | /                              | /                         | Matjaž Šušteršič |

## Turnirska finala

### Posamično
| ICO World Series |
| ---------------- |

| Datum      | Turnir           | Rang       | Podlaga            | Nasprotnica v finalu    | Rezultat | Izid finalnega dvoboja |
| ---------- | ---------------- | ---------- | ------------------ | ----------------------- | -------- | ---------------------- |
| 28-01-2011 | Podčetrtek       | 1.000 točk | parket             | Helena Halas            | zmaga    | 15:17, 16:10, 16:5     |
| 21-05-2011 | Bratislava       | 1.000 točk | parket             | Marta Sołtys            | poraz    | 12:16, 15:17           |
| 04-06-2011 | Beograd          | 1.000 točk | parket             | Barbora Syč-Krivanova   | zmaga    | 16:6, 16:11            |
| 18-06-2011 | Reka             | 1.000 točk | parket             | Veronika Kunyik         | zmaga    | 16:6, 16:10            |
| 24-09-2011 | Budimpešta       | 1.000 točk | parket             | Barbora Syč-Krivanova   | zmaga    | 16:8, 16:12            |
| 28-01-2012 | Podčetrtek       | 1.000 točk | parket             | Barbora Syč-Krivanova   | zmaga    | 16:13, 16:11           |
| 14-04-2012 | Zagreb           | 1.000 točk | parket             | Barbora Syč-Krivanova   | zmaga    | 16:10, 21:19           |
| 05-05-2012 | Lizbona          | 1.000 točk | parket             | Jennifer Greune         | poraz    | 11:16, 16:18           |
| 26-05-2012 | Trnava           | 1.000 točk | trda podlaga       | Agnes Darnyik           | zmaga    | 15:17, 16:12, 20:18    |
| 09-06-2012 | Beograd          | 1.000 točk | pesek              | Rebecca Nielsen         | zmaga    | 16:13, 16:10           |
| 28-07-2012 | Užgorod          | 1.000 točk | parket             | Agnes Darnyik           | zmaga    | 16:8, 16:4             |
| 15-09-2012 | Praga            | 1.000 točk | pesek              | Krisztina Bognar        | zmaga    | 12:16, 16:7, 16:11     |
| 24-11-2012 | Wohlen           | 1.000 točk | granulat           | Agnes Darnyik           | poraz    | 14:16, 7:16            |
| 27-01-2013 | Podčetrtek       | 1.000 točk | parket             | Agnes Darnyik           | zmaga    | 16:6, 9:16, 16:10      |
| 16-03-2013 | Budimpešta       | 1.000 točk | parket             | Agnes Darnyik           | zmaga    | 16:11, 16:12           |
| 05-05-2013 | Pariz            | 1.000 točk | trda podlaga       | Barbora Syč-Krivanova   | zmaga    | 9:16, 16:10, 16:8      |
| 19-05-2013 | Trnava           | 1.000 točk | trda podlaga       | Barbora Syč-Krivanova   | zmaga    | 16:9, 16:12            |
| 23-06-2013 | Reka             | 1.000 točk | parket             | Barbora Syč-Krivanova   | zmaga    | 16:10, 16:3            |
| 07-07-2013 | Amstelveen       | 1.000 točk | tepih              | Ellen Martins Rodrigues | zmaga    | 16:4, 16:13            |
| 27-07-2013 | Užgorod          | 1.000 točk | parket             | Barbora Syč-Krivanova   | zmaga    | 16:5, 16:12            |
| 14-09-2013 | Guimaraes        | 1.000 točk | parket             | Jennifer Greune         | zmaga    | 16:6, 16:8             |
| 26-01-2014 | Podčetrtek       | 1.000 točk | parket             | Agnes Darnyik           | poraz    | 13:16, 16:6, 15:17     |
| 23-03-2014 | Budimpešta       | 1.000 točk | pesek              | Agnes Darnyik           | zmaga    | 16:5, 16:4             |
| 06-04-2014 | Trnava           | 1.000 točk | trda podlaga       | Barbora Syč-Krivanova   | zmaga    | 14:16, 16:7, 16:8      |
| 18-05-2014 | Amstelveen       | 1.000 točk | tepih              | Susanne Weckop          | zmaga    | 16:3, 16:7             |
| 01-06-2014 | Zagreb           | 1.000 točk | parket             | Krisztina Bognar        | zmaga    | 16:6, 16:10            |
| 07-06-2014 | Beograd          | 1.000 točk | pesek              | Agnes Darnyik           | zmaga    | 16:8, 16:3             |
| 07-09-2014 | Praga            | 1.000 točk | pesek              | Rebecca Nielsen         | zmaga    | 16:11, 16:5            |
| 31-01-2015 | Podčetrtek       | 500 točk   | parket             | Agnes Darnyik           | zmaga    | 16:12, 16:3            |
| 22-03-2015 | Budimpešta       | 1.000 točk | umetna trava       | Agnes Darnyik           | poraz    | 12:16, 16:11, 9:16     |
| 28-03-2015 | Banska Bystrica  | 500 točk   | trda podlaga       | Barbora Syč-Krivanova   | zmaga    | 16:8, 16:14            |
| 14-06-2015 | Zagreb           | 1.000 točk | trda podlaga       | Nora Gaal               | zmaga    | 16:7, 16:11            |
| 15-11-2015 | Arlesheim        | 1.000 točk | parket             | Danaja Knez             | zmaga    | 16:7, 16:6             |
| 13-12-2015 | Tokyo            | 500 točk   | parket             | Aya Udagawa             | zmaga    | 16:12, 16:7            |
| 06-02-2016 | Podčetrtek       | 1.000 točk | parket             | Agnes Darnyik           | zmaga    | 16:12, 17:19, 16:7     |
| 09-04-2016 | Varšava          | 1.000 točk | trda podlaga       | Rebecca Nielsen         | zmaga    | 21:19, 16:8            |
| 29-05-2016 | Zagreb           | 1.000 točk | trda podlaga       | Marta Urbanik           | zmaga    | 16:9, 16:11            |
| 04-06-2016 | Budimpešta       | 1.000 točk | trda podlaga       | Agnes Darnyik           | zmaga    | 16:8, 16:12            |
| 06-05-2017 | Zagreb           | 500 točk   | trda podlaga       | Paula Barković          | zmaga    | 16:10, 16:10           |
| 04-06-2017 | Kiskunfelegyhaza | 1.000 točk | parket             | Santa Paegle            | zmaga    | 16:9, 16:6             |
| 10-09-2017 | Fürstenfeldbruck | 1.000 točk | parket             | Danaja Knez             | zmaga    | 16:5, 16:10            |
| 15-10-2017 | Sombor           | 500 točk   | pesek              | Lori Škerl              | zmaga    | 16:12, 16:11           |
| 03-12-2017 | Curepipe         | 500 točk   | trda podlaga       | Lori Škerl              | zmaga    | 16:13, 16:8            |
| 18-03-2018 | Laško            | 1.000 točk | trda podlaga       | Lori Škerl              | zmaga    | 16:5, 16:10            |
| 29-04-2018 | Kiskunfelegyhaza | 1.000 točk | parket             | Agnes Darnyik           | zmaga    | 14:16, 16:6, 16:14     |
| 30-06-2019 | Dunaj            | 500 točk   | pesek              | Andrea Horn             | zmaga    | 16:9, 16:10            |
| 15-09-2019 | Sombor           | 500 točk   | pesek              | Danaja Knez             | zmaga    | 16:6, 16:11            |
| 29-09-2019 | Brno             | 1.000 točk | trda podlaga       | Marta Urbanik           | zmaga    | 16:12, 16:13           |
| 17-11-2019 | Gran Canaria     | 500 točk   | parket             | Anja Rolfes             | zmaga    | 16:12, 16:9            |
| 27-06-2021 | Zagreb           | 500 točk   | plastika           | Danaja Knez             | zmaga    | 16:8, 16:8             |
| 03-07-2021 | Albertirsa       | 500 točk   | parket             | Tamara Lukačova         | zmaga    | 16:14, 16:11           |
| 29-08-2021 | Poreč            | 500 točk   | pesek              | Danaja Knez             | zmaga    | 16:6, 16:13            |
| 05-09-2021 | Radeče           | 500 točk   | parket             | Anna Hubert             | zmaga    | 16:18, 16:10, 16:12    |
| 11-09-2021 | Sombor           | 500 točk   | pesek              | Krisztina Bognar        | zmaga    | 16:7, 16:12            |
| 14-05-2022 | Ljubljana        | 500 točk   | tepih z granulatom | Nika Miškulin           | zmaga    | 16:10, 16:14           |
| 25-06-2022 | Radeče           | 500 točk   | parket             | Agnese Logoša           | zmaga    | 16:5, 16:7             |
| 22-10-2023 | Vélez-Málaga     | 500 točk   | parket             | Agate Kristiana Spare   | zmaga    | 16:14, 16:6            |
| 02-04-2024 | Noida            | 500 točk   | asfalt             | Nejka Čater             | zmaga    | 16:5, 16:4             |
| 20-04-2024 | Solt             | 500 točk   | parket             | Katarína Daduľáková     | zmaga    | 16:6, 16:8             |
| 24-08-2024 | Poreč            | 500 točk   | pesek              | Veronika Kunyik         | zmaga    | 16:4, 16:5             |
| 07-09-2024 | Trbovlje         | 500 točk   | tepih z granulatom | Nika Miškulin           | zmaga    | 16:10, 16:8            |
| 14-09-2024 | Sombor           | 500 točk   | pesek              | Nika Miškulin           | zmaga    | 16:9, 16:5             |
| 05-10-2024 | Donja Stubica    | 500 točk   | parket             | Eva Župevc              | zmaga    | 4:16, 16:9, 16:6       |
| 13-10-2024 | Arnhem           | 1.000 točk | trda podlaga       | Anna Hubert             | zmaga    | 16:14, 16:13           |
| 17-11-2024 | Riga             | 1.000 točk | tepih z granulatom | Agnese Logoša           | poraz    | poškodba               |
| 02-03-2025 | Košice           | 1.000 točk | trda podlaga       | Agate Kristiana Spare   | zmaga    | 16:9, 16:6             |
| 13-04-2025 | Ljubljana        | 1.000 točk | pesek              | Anna Hubert             | zmaga    | 16:13, 16:9            |
| 26-04-2025 | Solt             | 500 točk   | parket             | Katarína Daduľáková     | zmaga    | 16:7, 16:11            |
| 06-07-2025 | Varaždin         | 1.000 točk | parket             | Katarína Daduľáková     | zmaga    | 16:4, 16:9             |
| 26-07-2025 | Kiskunhalas      | 500 točk   | mivka              | Eva Župevc              | zmaga    | 16:5, 16:7             |

| Cup turnirji |
| ------------ |

| Datum      | Turnir      | Podlaga       | Nasprotnica v finalu | Rezultat |
| ---------- | ----------- | ------------- | -------------------- | -------- |
| 26-06-2010 | Radeče      | parket/asfalt | Urška Kolenc         | zmaga    |
| 10-01-2011 | Detva       | parket        | Daniela Klinčakova   | zmaga    |
| 19-02-2011 | Kranj       | parket        | Helena Halas         | zmaga    |
| 02-04-2011 | Brzeszcze   | parket        | Marta Sołtys         | zmaga    |
| 25-06-2011 | Radeče      | parket        | Helena Halas         | poraz    |
| 26-06-2011 | Zagreb      | asfalt        | Katarina Turk        | zmaga    |
| 06-08-2011 | Bohinj      | parket        | Helena Halas         | zmaga    |
| 20-08-2011 | Fužine      | asfalt        | Ana Trampetić        | zmaga    |
| 25-02-2012 | Zagreb      | parket        | Krisztina Bognar     | zmaga    |
| 19-05-2012 | Trbovlje    | parket        | Helena Halas         | zmaga    |
| 23-06-2012 | Radeče      | parket/asfalt | Helena Halas         | zmaga    |
| 14-07-2012 | Ičići       | mivka         | Tea Grofelnik        | zmaga    |
| 04-08-2012 | Bohinj      | trava         | Nina Jazbinšek       | zmaga    |
| 13-10-2012 | Zagreb      | pesek         | Agnes Darnyik        | zmaga    |
| 17-11-2012 | Ptuj        | parket        | Katarina Turk        | zmaga    |
| 06-04-2013 | Radeče      | parket        | Eszter Horvath       | zmaga    |
| 13-07-2013 | Ičići       | mivka         | Agnes Darnyik        | zmaga    |
| 10-08-2013 | Bohinj      | trava         | Nora Gaal            | zmaga    |
| 28-09-2013 | Trbovlje    | parket        | Eszter Horvath       | zmaga    |
| 03-11-2013 | São Paulo   | parket        | Sandra Sorpreso      | zmaga    |
| 27-09-2014 | Trbovlje    | parket        | Beata Fenyvesy       | zmaga    |
| 25-04-2015 | Poreč       | pesek         | Agnes Darnyik        | zmaga    |
| 26-09-2015 | Trbovlje    | parket        | Nora Gaal            | zmaga    |
| 18-06-2016 | Radeče      | parket/asfalt | Danaja Knez          | zmaga    |
| 26-08-2017 | Pula        | umetna trava  | Danaja Knez          | zmaga    |
| 18-11-2017 | Radeče      | parket        | Rebeka Škerl         | zmaga    |
| 03-03-2018 | Zagreb      | parket        | Lori Škerl           | zmaga    |
| 21-09-2019 | Trbovlje    | parket        | Danaja Knez          | zmaga    |
| 29-08-2020 | Radeče      | parket        | Pika Rogelj          | zmaga    |
| 24-04-2021 | Zagreb      | umetna trava  | Gala Zukić           | zmaga    |
| 31-07-2021 | Kiskunhalas | mivka         | Alida Jerković       | zmaga    |
| 06-11-2021 | Opatija     | parket        | Nika Miškulin        | zmaga    |
| 26-02-2022 | Solt        | parket        | Tamara Lukačova      | zmaga    |
| 26-03-2022 | Zagreb      | umetna trava  | Danaja Knez          | zmaga    |
| 22-05-2022 | Las Palmas  | parket        | Raquel Diaz Santana  | zmaga    |
| 28-05-2022 | Zabok       | parket        | Alida Jerković       | zmaga    |
| 27-05-2023 | Zabok       | parket        | Nika Miškulin        | zmaga    |
| 24-02-2024 | Zagreb      | parket        | Nika Miškulin        | zmaga    |
| 21-09-2024 | Varaždin    | parket        | Nika Miškulin        | zmaga    |
| 22-02-2025 | Zagreb      | parket        | Eva Župevc           | zmaga    |
| 21-06-2025 | Radeče      | parket        | Tija Bervar          | zmaga    |

| Cup turnirji - kategorija Open |
| ------------------------------ |

| Datum      | Turnir  | Podlaga       | Nasprotnik v finalu | Rezultat |
| ---------- | ------- | ------------- | ------------------- | -------- |
| 21-06-2014 | Radeče  | parket/asfalt | Robi Titovšek       | poraz    |
| 13-09-2014 | Krapina | parket        | Gergely Racz        | zmaga    |
| 19-06-2015 | Radeče  | parket        | Robi Titovšek       | predaja  |

### Pari
| ICO World Series |
| ---------------- |

| Datum      | Turnir           | Rang       | Podlaga            | Partner            | Kategorija  | Nasprotnik v finalu                              | Rezultat | Izid finalnega dvoboja |
| ---------- | ---------------- | ---------- | ------------------ | ------------------ | ----------- | ------------------------------------------------ | -------- | ---------------------- |
| 09-06-2012 | Beograd          | 1.000 točk | pesek              | Matjaž Šušteršič   | vsi pari    | Per Hjalmarson/Mattias Aronsson                  | poraz    | 6:16, 14:16            |
| 27-01-2013 | Podčetrtek       | 1.000 točk | parket             | Matjaž Šušteršič   | vsi pari    | Robi Titovšek/Samo Lipušček                      | poraz    | 13:16, 15:17           |
| 23-06-2013 | Reka             | 1.000 točk | parket             | Matjaž Šušteršič   | vsi pari    | Robi Titovšek/Samo Lipušček                      | poraz    | 13:16, 16:13, 7:16     |
| 07-07-2013 | Amstelveen       | 1.000 točk | tepih              | Matjaž Šušteršič   | mešani pari | Ellen Martins Rodrigues/Sönke Kaatz              | poraz    | 10:16, 19:21           |
| 27-07-2013 | Užgorod          | 1.000 točk | parket             | Matjaž Šušteršič   | vsi pari    | Gergely Racz/Laszlo Racz                         | zmaga    | 12:16, 17:15, 17:15    |
| 14-09-2013 | Guimaraes        | 1.000 točk | parket             | Matjaž Šušteršič   | vsi pari    | Patrick Schüsseler/Robin Joop                    | poraz    | 8:16, 8:16             |
| 18-05-2014 | Amstelveen       | 1.000 točk | tepih              | Matjaž Šušteršič   | mešani pari | Susanne Weckop/Michael von Lennep                | zmaga    | 16:9, 16:13            |
| 31-05-2014 | Zagreb           | 1.000 točk | parket             | Matjaž Šušteršič   | mešani pari | Henrieta Syč-Krivanova/Jan Ščavnicky             | zmaga    | 16:7, 16:8             |
| 07-06-2014 | Beograd          | 1.000 točk | pesek              | Matjaž Šušteršič   | vsi pari    | Mihajlo Mandrik / Jan Ščavnicky                  | poraz    | 15:17, 7:16            |
| 07-09-2014 | Praga            | 1.000 točk | pesek              | Matjaž Šušteršič   | mešani pari | Anna Borek/Julien Soos                           | poraz    | 14:16, 18:20           |
| 31-01-2015 | Podčetrtek       | 500 točk   | parket             | Matjaž Šušteršič   | mešani pari | Agnes Darnyik/Tamas Dozsa                        | zmaga    | 8:16, 16:14, 16:12     |
| 22-03-2015 | Budimpešta       | 1.000 točk | umetna trava       | Matjaž Šušteršič   | mešani pari | Anna Borek/Julien Soos                           | zmaga    | 16:13, 19:17           |
| 28-03-2015 | Banska Bystrica  | 500 točk   | trda podlaga       | Matjaž Šušteršič   | mešani pari | Danaja Knez / Melker Ekberg                      | poraz    | 8:16, 13:16            |
| 13-06-2015 | Zagreb           | 1.000 točk | trda podlaga       | Matjaž Šušteršič   | mešani pari | Edit Veresne Osvay/Gergely Racz                  | zmaga    | 16:6, 18:16            |
| 11-12-2015 | Tokio            | 500 točk   | parket             | Matjaž Šušteršič   | mešani pari | Yuka Aketa/Akihiko Nishimura                     | poraz    | 16:13, 18:20, 14:16    |
| 07-02-2016 | Podčetrtek       | 1.000 točk | parket             | Patrick Schüsseler | vsi pari    | Gergely Racz/Laszlo Racz                         | zmaga    | 16:10, 16:14           |
| 29-05-2016 | Zagreb           | 1.000 točk | trda podlaga       | Matjaž Šušteršič   | mešani pari | Lori Škerl/Jaša Jovan                            | zmaga    | 16:12, 16:14           |
| 06-05-2017 | Zagreb           | 500 točk   | trda podlaga       | Matjaž Šušteršič   | mešani pari | Paula Barković/Nikola Kučina                     | zmaga    | 16:7, 16:10            |
| 10-09-2017 | Fürstenfeldbruck | 1.000 točk | parket             | Matjaž Šušteršič   | mešani pari | Lori Škerl/Jaša Jovan                            | poraz    | 14:16, 16:11, 13:16    |
| 15-10-2017 | Sombor           | 500 točk   | pesek              | Matjaž Šušteršič   | mešani pari | Paula Barković/Nikola Kučina                     | poraz    | 13:16, 16:14, 11:16    |
| 03-12-2017 | Curepipe         | 500 točk   | trda podlaga       | Matjaž Šušteršič   | vsi pari    | Daniel Mourat/Giovanni Crouche                   | zmaga    | 16:8, 16:5             |
| 18-03-2018 | Laško            | 1.000 točk | trda podlaga       | Matjaž Šušteršič   | mešani pari | Kristina Ščavnička/Jan Ščavničky                 | zmaga    | 16:12, 13:16, 16:12    |
| 29-04-2018 | Kiskunfelegyhaza | 1.000 točk | parket             | Matjaž Šušteršič   | mešani pari | Lori Škerl/Jaša Jovan                            | zmaga    | 16:13, 16:3            |
| 05-05-2018 | Zagreb           | 500 točk   | trda podlaga       | Matjaž Šušteršič   | mešani pari | Alida Jerković/Boris Jerković                    | zmaga    | 16:6, 16:10            |
| 27-04-2019 | Zagreb           | 500 točk   | trda podlaga       | Matjaž Šušteršič   | mešani pari | Paula Barković/Nikola Kučina                     | poraz    | 16:13, 13:16, 12:16    |
| 15-09-2019 | Sombor           | 500 točk   | pesek              | Matjaž Šušteršič   | mešani pari | Danaja Knez/Jaša Jovan                           | zmaga    | 16:14, 16:9            |
| 29-09-2019 | Brno             | 1.000 točk | trda podlaga       | Sönke Kaatz        | mešani pari | Edit Osvay/Pal Padar                             | zmaga    | 16:14, 16:8            |
| 17-11-2019 | Gran Canaria     | 500 točk   | parket             | Matjaž Šušteršič   | mešani pari | Krisztina Takacs / Marcel van der Laan           | zmaga    | 16:7, 16:4             |
| 27-06-2021 | Zagreb           | 500 točk   | plastika           | Matjaž Šušteršič   | mešani pari | Danaja Knez / Adrian Lutz                        | zmaga    | 16:9, 15:17, 16:6      |
| 03-07-2021 | Albertirsa       | 500 točk   | parket             | Matjaž Šušteršič   | mešani pari | Edit Osvay/Pal Padar                             | poraz    | 11:16, 16:11, 14:16    |
| 29-08-2021 | Poreč            | 500 točk   | pesek              | Matjaž Šušteršič   | mešani pari | Laura Jagečić / Erik Damstuen Brandt             | zmaga    | 15:17, 16:8, 16:3      |
| 05-09-2021 | Radeče           | 500 točk   | parket             | Matjaž Šušteršič   | mešani pari | Edit Osvay/Pal Padar                             | zmaga    | 16:11, 16:10           |
| 11-09-2021 | Sombor           | 500 točk   | pesek              | Matjaž Šušteršič   | mešani pari | Alida Jerković/Boris Jerković                    | zmaga    | 16:11, 16:8            |
| 14-05-2022 | Ljubljana        | 500 točk   | tepih z granulatom | Matjaž Šušteršič   | mešani pari | Kitti Dosa-Racz/Oliver Vincze                    | zmaga    | 16:14, 15:17, 11:16    |
| 25-06-2022 | Radeče           | 500 točk   | parket             | Alen Baumkirher    | mešani pari | Danaja Knez/Jaša Jovan                           | zmaga    | 16:9, 17:19, 16:8      |
| 03-06-2023 | Solt             | 500 točk   | parket             | Eva Župevc         | vsi pari    | Marcell Kovacs/David Kozari                      | poraz    | 10:16, 17:15, 8:16     |
| 22-10-2023 | Vélez-Málaga     | 500 točk   | parket             | Matjaž Šušteršič   | mešani pari | Eva Sacilotto/Jean-Sebastien Velasco             | zmaga    | 16:13, 12:16, 17:15    |
| 02-04-2024 | Noida            | 500 točk   | asfalt             | Matjaž Šušteršič   | mešani pari | Nejka Čater/Rok Hudoklin                         | zmaga    | 16:6, 16:9             |
| 20-04-2024 | Solt             | 500 točk   | parket             | Jaša Jovan         | vsi pari    | Katarína Daduľáková/Vladimir Pjecha              | zmaga    | 16:13, 16:6            |
| 08-06-2024 | Radeče           | 500 točk   | parket             | Jaša Jovan         | mešani pari | Alida Jerković/Boris Jerković                    | zmaga    | 16:6, 16:5             |
| 07-09-2024 | Trbovlje         | 500 točk   | tepih z granulatom | Jaša Jovan         | vsi pari    | Danaja Knez/Tilen Knez                           | zmaga    | 16:7, 16:5             |
| 05-10-2024 | Donja Stubica    | 500 točk   | parket             | Matjaž Šušteršič   | mešani pari | Nika Miškulin/Damir Baković                      | zmaga    | 16:9, 16:5             |
| 13-10-2024 | Arnhem           | 1.000 točk | trda podlaga       | Matjaž Šušteršič   | mešani pari | Marta Urbanik / Jean-Sebastien Velasco           | zmaga    | 16:4, 16:10            |
| 13-10-2024 | Riga             | 1.000 točk | tepih z granulatom | Jaša Jovan         | mešani pari | Anna Hubert/Sönke Kaatz                          | poraz    | 18:20, 16:10, 8:16     |
| 02-03-2025 | Košice           | 1.000 točk | trda podlaga       | Jaša Jovan         | mešani pari | Marta Urbanik / Wojciech Wilkosz                 | zmaga    | 16:10, 16:9            |
| 13-04-2025 | Ljubljana        | 1.000 točk | pesek              | Jaša Jovan         | mešani pari | Anna Hubert / Jean-Sebastien Velasco             | zmaga    | 16:12, 16:14           |
| 26-04-2025 | Solt             | 500 točk   | parket             | Eva Župevc         | ženski pari | Márta Huczek-Vízkeleti/Anikó Hodonickiné Andrási | zmaga    | 16:5, 16:4             |
| 06-07-2025 | Varaždin         | 1.000 točk | parket             | Jaša Jovan         | mešani pari | Katarína Daduľáková/Viliam Kopilec               | zmaga    | 16:7, 16:13            |
| 26-07-2025 | Kiskunhalas      | 500 točk   | mivka              | Eva Župevc         | vsi pari    | Dávid Takács/Attila Takács                       | zmaga    | 16:14, 23:21           |

| Cup turnirji |
| ------------ |

| Datum      | Turnir      | Podlaga      | Partner          | Kategorija  | Nasprotnik v finalu                         | Rezultat |
| ---------- | ----------- | ------------ | ---------------- | ----------- | ------------------------------------------- | -------- |
| 25-02-2012 | Zagreb      | parket       | Matjaž Šušteršič | vsi pari    | Peter Vincze/Gabor Revesz                   | poraz    |
| 28-09-2013 | Trbovlje    | parket       | Matjaž Šušteršič | vsi pari    | Eszter Horvath/Gabor Revesz                 | zmaga    |
| 03-11-2013 | São Paulo   | parket       | Matjaž Šušteršič | mešani pari | Carolina Naltchadjian/Marco Oliveira        | zmaga    |
| 30-11-2013 | Ptuj        | parket       | Matjaž Šušteršič | vsi pari    | Robi Titovšek/Samo Lipušček                 | poraz    |
| 21-06-2014 | Radeče      | parket       | Matjaž Šušteršič | vsi pari    | Bojan Jerman/Alen Baumkirher                | zmaga    |
| 13-09-2014 | Krapina     | parket       | Matjaž Šušteršič | vsi pari    | Ferenc Kiss/Gyula Toth                      | zmaga    |
| 27-09-2014 | Trbovlje    | parket       | Matjaž Šušteršič | vsi pari    | Oliver Vincze/Karoly Vincze                 | zmaga    |
| 25-04-2015 | Poreč       | pesek        | Matjaž Šušteršič | mešani pari | Agnes Darnyik/Tamas Dozsa                   | zmaga    |
| 19-06-2015 | Radeče      | parket       | Matjaž Šušteršič | vsi pari    | Lori Škerl/Jaša Jovan                       | zmaga    |
| 26-09-2015 | Trbovlje    | parket       | Matjaž Šušteršič | vsi pari    | Silvo Vidmar/Alen Baumkirher                | zmaga    |
| 27-02-2016 | Zagreb      | parket       | Matjaž Šušteršič | vsi pari    | Danaja Knez/Jaša Jovan                      | poraz    |
| 10-06-2017 | Sombor      | trava        | Matjaž Šušteršič | mešani pari | Danaja Knez/Jaša Jovan                      | poraz    |
| 26-08-2017 | Pula        | umetna trava | Matjaž Šušteršič | mešani pari | Danaja Knez/Jaša Jovan                      | poraz    |
| 18-11-2017 | Radeče      | parket       | Matjaž Šušteršič | mešani pari | Zrinka Jagečić / Severin Wirth              | zmaga    |
| 03-03-2018 | Zagreb      | parket       | Matjaž Šušteršič | mešani pari | Paula Barković/Nikola Kučina                | zmaga    |
| 02-03-2019 | Zagreb      | pesek        | Matjaž Šušteršič | mešani pari | Laura Jagečić / Oliver Vincze               | zmaga    |
| 22-06-2019 | Radeče      | parket       | Matjaž Šušteršič | vsi pari    | Alen Baumkirher/Bojan Jerman                | zmaga    |
| 21-09-2019 | Trbovlje    | parket       | Matjaž Šušteršič | mešani pari | Gala Zukić/Vedran Ružić                     | zmaga    |
| 24-04-2021 | Zagreb      | umetna trava | Matjaž Šušteršič | mešani pari | Gala Zukić/Damir Baković                    | zmaga    |
| 31-07-2021 | Kiskunhalas | mivka        | Matjaž Šušteršič | mešani pari | Alida Jerković/Boris Jerković               | zmaga    |
| 26-02-2022 | Solt        | parket       | Matjaž Šušteršič | mešani pari | Kitti Dosa-Racz/Oliver Vincze               | zmaga    |
| 22-05-2022 | Las Palmas  | parket       | Matjaž Šušteršič | mešani pari | Elena Afonso Falcon/Daniel Robles Rodriguez | zmaga    |
| 28-05-2022 | Zabok       | parket       | Matjaž Šušteršič | mešani pari | Alida Jerković/Boris Jerković               | zmaga    |
| 27-05-2023 | Zabok       | parket       | Matjaž Šušteršič | vsi pari    | Nika Miškulin/Damir Baković                 | zmaga    |
| 17-06-2023 | Radeče      | parket       | Danaja Knez      | vsi pari    | Matjaž Šušteršič/Andrej Šušteršič           | zmaga    |
| 24-02-2024 | Zagreb      | parket       | Matjaž Šušteršič | mešani pari | Daniela Zdeličan/Damir Baković              | zmaga    |
| 21-09-2024 | Varaždin    | parket       | Matjaž Šušteršič | mešani pari | Nika Miškulin/Damir Baković                 | zmaga    |
| 22-02-2025 | Zagreb      | parket       | Matjaž Šušteršič | mešani pari | Martina Gorički/Nebojša Alekšić             | zmaga    |
| 21-06-2025 | Radeče      | parket       | Matjaž Šušteršič | mešani pari | Nika Gorički / Kristjan Dolinšek            | zmaga    |